# One Day at a Time
One Day at a Time — студийный альбом американской фолк-певицы Джоан Баэз, изданный в 1970 году.

## Об альбоме
Записанный в Нэшвилле, One Day at a Time продолжает уклон к музыке кантри, начатый в предыдущем альбоме David's Album. Существенным моментом является то, что в этот альбом Джоан Баэз впервые включил песни собственного сочинения: «Sweet Sir Galahad» и «A Song for David». Альбом также включает в себя песни Rolling Stones, Пита Сигера, Вилли Нельсона.
Переиздание 2005 года включает две нереализованные на оригинальном альбоме, сессионные записи: «Sing Me Back Home» and «Mama Tried». Обе — дуэты с Джеффри Шурлеффом и являются кавер-версиями на песни Мерла Хаггарда (обе записи первоначально выпущены на бокс-сете Rare, Live & Classic 1993 года). Запись «Mama Tried» содержит прерванный дубль, когда палец сессионного гитариста Джерри Рид застрял между струнами его гитары.

## Список композиций
| №                   | Название                                                           | Автор(ы)                                      | Длительность |
| ------------------- | ------------------------------------------------------------------ | --------------------------------------------- | ------------ |
| 1.                  | «Sweet Sir Galahad»                                                | Джоан Баэз                                    | 3:43         |
| 2.                  | «No Expectations»                                                  | Кейт Ричардс, Мик Джаггер                     | 3:50         |
| 3.                  | «Long Black Veil»                                                  | Marijohn Wilkin, Danny Dill                   | 3:24         |
| 4.                  | «Ghetto»                                                           | Homer Banks, Bonnie Bramlett, Bettye Crutcher | 4:34         |
| 5.                  | «Carry It On»                                                      | Пит Сигер, Gil Turner                         | 2:22         |
| 6.                  | «Take Me Back to the Sweet Sunny South» (дуэт с Джеффри Шурлеффом) | народная                                      | 2:49         |
| 7.                  | «Seven Bridges Road» (дуэт с Джеффри Шурлеффом)                    | Steve Young                                   | 3:41         |
| 8.                  | «Jolie Blonde»                                                     | народная                                      | 2:01         |
| 9.                  | «Joe Hill»                                                         | Alfred Hayes, Earl Robinson                   | 3:25         |
| 10.                 | «A Song for David»                                                 | Джоан Баэз                                    | 4:58         |
| 11.                 | «I live One Day at a Time» (дуэт с Джеффри Шурлеффом)              | Вилли Нельсон                                 | 3:33         |
| Общая длительность: | Общая длительность:                                                | Общая длительность:                           | 38:20        |

| №                   | Название            | Автор(ы)            | Длительность |
| ------------------- | ------------------- | ------------------- | ------------ |
| 12.                 | «Sing Me Back Home» | Мерл Хаггард        | 4:01         |
| 13.                 | «Mama Tried»        | Мерла Хаггард       | 3:09         |
| Общая длительность: | Общая длительность: | Общая длительность: | 45:29        |

## Участники записи
- Джоан Баэз — вокал, гитара
- Pete Drake — педал-стил-гитара
- Roy Huskey, Jr. — бас-гитара
- Tommy Jackson — скрипка
- Jerry Shook — гитара
- Джерри Рид — гитара
- Harold Bradley — гитара
- Hargus «Pig» Robbins — фортепиано
- Harold Rugg — стил-гитара, добро
- Grady Martin — гитара, добро, ситар
- Buddy Spicher — скрипка
- Norbert Putnam — бас-гитара
- Kenny Buttrey — барабаны
- David Briggs — фортепьяно, клавесин
- Richard Festinger — гитара
- Charlie McCoy — губная гармоника, вибрафон, орган
- Henry Strzelecki — бас-гитара
- Pete Wade — гитара